# Найджел Вінтерберн
Найджел Вінтерберн (англ. Nigel Winterburn, нар. 11 грудня 1963) — англійський футболіст, що грав на позиції лівого захисника.
Більшу частину кар'єри провів у «Арсеналі», з якимс тав триразовим чемпіоном Англії, дворазовим володарем Кубка Англії і Кубка англійської ліги, а також володарем Кубка Кубків УЄФА. Крім того зіграв два матчі за збірну Англії.

## Клубна кар'єра
Розпочинав грати у футбол в клубах «Бірмінгем Сіті» та «Оксфорд Юнайтед», але на доросмлому рівні за них так і не виступав, після чого 1983 уклав угоду з клубом Третього дивізіону «Вімблдоном». Тут Вінтерберн дебютував на дорослому рівні і швидко став основіним лівим захисником команди, а 1986 року допоміг команді вийти до вищого англійського дивізіону. Незважаючи на присутність у складі таких осіб, як Джон Фашану та Вінні Джонс, усі чотири роки, що Вінтерберн грав у «Вімблдоні», він визнавався вболівальниками клубу найкращим гравцем команди. Розумна, розважлива гра лівого захисника вигідно вирізнялася на тлі жорсткого і простакуватого футболу команди.
Після того як «Вімблдон» фінішував шостим у підсумковій турнірній таблиці вищого дивізіону, до молодого захисника з'явився інтерес кількох великих клубів. Одним із них був «Арсенал», де головний тренер Джордж Грем намагався знайти заміну зірковому Кенні Сенсому. У першому сезоні Найджел часто сидів на лаві запасних, будучи дублером Сенсома, а якщо і з'являвся на полі, то зазвичай не грав на своїй улюбленій позиції, а праворуч, де тренер все не міг знайти оптитмального футболіста після уходу Віва Андерсона. Крім того у фіналі Кубка Футбольної ліги Вінтерберн не реалізував пенальті, через що його команда програла 2:3 «Лутон Тауну» і залишилась без троофею. Ситуація змінилася з наступного сезону, коли Сенсом покинув «канонірів» і Вінтерберн зайняв його місце в стартовому складі ліворуч у захисті і за довгу історію своїх виступів за клубу більше ніколи його не втрачав. Натомість праворуч лондонці придбали Лі Діксона, а в центрі виступали Тоні Адамс та Стів Боулд з якими Вінтерберн створив міцний захист на наступне десятиліття. Першти спортивним викликом нової захисної ланки стала остання гра чемпіонату Англії в 1989 році проти чинного чемпіона, «Ліверпуля», у якій «канонірам» потрібна була перемога з різницею в два голи, щоб обійти «Ліверпуль» і виграти титул. Лондонський клуб сенсаційно забив другий гол у додатковий час у одній з найбільш драматичних розв'язок сезону за всю історію чемпіонатів і зумів стати чемпіонам Англії вперше з 1971 року. У 1990 році оборона клубу остаточно сформувалася з прибуттям на «Гайбері» Девіда Сімена. Він був частиною команди шотландського тренера, яка вигравала Англійську лігу у 1991 році, по ходу якої зазнала лише однієї поразки.
Через два роки Вінтерберн розширив свою особисту колекцію трофеїв і вперше виграв обидва внутрішні кубкові змагання — «Арсенал» переміг «Шеффілд Венсдей» з рахунком 2:1 як у Кубку Англії, так і в Кубку ліги, щоправда у випадку з Кубком Англії потрібна була повторна гра. Таким чином клуб кваліфікувався у Кубок володарів кубків 1993/94, який і виграв завдяки перемозі 1:0 над італійською «Пармою» у фінальному матчі. Наступного року «каноніри» згнову вийшли у фінал турніру, але цього разу поступилитсь у вирішальній грі іспанській «Сарагосі» (1:2).
Арсен Венгер, який очолив «Арсенал» у 1996 році, не став руйнувати сформований захист команди, наймолодшому гравцю якого було 30 років, і в 1998 році Вінтерберн під його керівництвом виграв чемпіонат і Кубок Англії. Важливою у цих перемогах стала зв'язка Найджела з нідерландським новачком клубу, лівим вінгером Марком Овермарсом.
Останні два роки в «Арсеналі» були для Вінтерберна не дуже вдалими. В листопаді 1998 року захисник отримав травму, через яку він пропустив кілька ігор. Контракт, який спочатку закінчувався влітку 1999 року, був знову продовжений, але після кількох виступів на початку сезону 1999/00 ще одна травма призвавела до того, що бразилець Сілвіньйо поступово витіснив Найджела, зігравши втому числі і у програному фіналі Кубка УЄФА 2000 року. Крім того, на позицію основного лівого захисника вже «стукався» перспективний вихованець Ешлі Коул, в результаті чого 2000 року Вінтерберн після тринадцять сезонів своєї ігрової кар'єри покинув склад «канонірів».
Вінтерберн приєднався до «Вест Гем Юнайтед» у червні 2000 року за 250 тис. фунтів, і не зважаючи на поважний вік у перших двох сезонах був основним гравцем і лідером «молотобійців». Коли Найджел в лютому 2003 року зламав зап'ястя, що призвело до операції та неможлитвості вийти на поле до кінця сезону, його команда без свого ветерана посіла 18 місце і вилетіла з рем'єр-ліги. Після цього у липні 2003 року він оголосив про завершення своєї активної кар'єри, хоча це рішення також ґрунтувалося на смерті його батька на початку року. Загалом він провів 94 ігри у всіх турнірах за «Вест Гем» і забив один гол у виїзній грі проти «Лідс Юнайтед» (1:0) 18 листопада 2000 року.

## Виступи за збірні
1986 року зіграв один матч у складі молодіжної збірної Англії.
15 листопада 1989 року дебютував в офіційних матчах у складі національної збірної Англії в товариській грі проти Італії, вийшовши на заміну на 67 хвилині замість Стюарта Пірса. Саме Пірса головний тренер збірної Боббі Робсон розглядав як основного захисника, а його дублером був Тоні Доріго, тому Вінтерберн змушений був захищати кольори другої збірної Англії. У складі цієї команди провів 3 матчі.
Після вдалого сезону в 1993 році Вінтерберн отримав ще один шанс у збірній, яку тоді тренував Грем Тейлор. Він випистув Найджела у переріві замість вінгера Лі Шарпа у грі товариського U.S. Cup проти Німеччини, але команда програла 1:2 і посіла останнє місце на цьому турнірі у США. 
В 1999 році тимчасово виконуючий обов'язки тренера збірної Англії Говард Вілкінсон викликав Вінтерберна востаннє до лав збірної на товариський матч проти Франції (0:2), проте захисник так і не вийшов у тій зустрічі на полі, поступившись місцем в основі Грему Ле Со.

## Тренерська кар'єра
14 липня 2008 року Вінтерберн приєднався до тренерського штабу Пола Інса в «Блекберн Роверз» як тренер оборони. Після звільнення Інса в грудні 2008 року Вінтерберн виявився непотрібним новому головному тренеру Сему Еллардайсу і змушений був покинути клуб.

## Статистика виступів

### Статистика виступів за збірну
| Дата       | Місто   | Господарі | Результат | Гості  | Турнір           | Голи | Примітки |
| ---------- | ------- | --------- | --------- | ------ | ---------------- | ---- | -------- |
| 15-11-1989 | Лондон  | Англія    | 0 – 0     | Італія | товариський матч | -    | 67'      |
| 19-6-1993  | Понтіак | Німеччина | 2 – 1     | Англія | U.S. Cup 1993    | -    | 46'      |
| Усього     |         | Матчів    | 2         |        | Голів            | 0    |          |

## Титули і досягнення
- Чемпіон Англії (3):

«Арсенал»: 1988/89, 1990/91, 1997/98
- Володар Кубка Англії (2):

«Арсенал»: 1992/93, 1997/98
- Володар Кубка англійської ліги (2):

«Арсенал»: 1992/93
- Володар Суперкубка Англії (3):

«Арсенал»: 1991, 1998, 1999
- Володар Кубка Кубків УЄФА (1):

«Арсенал»: 1993/94